# Sonata para piano en si bemol mayor, KV 498a (Mozart)

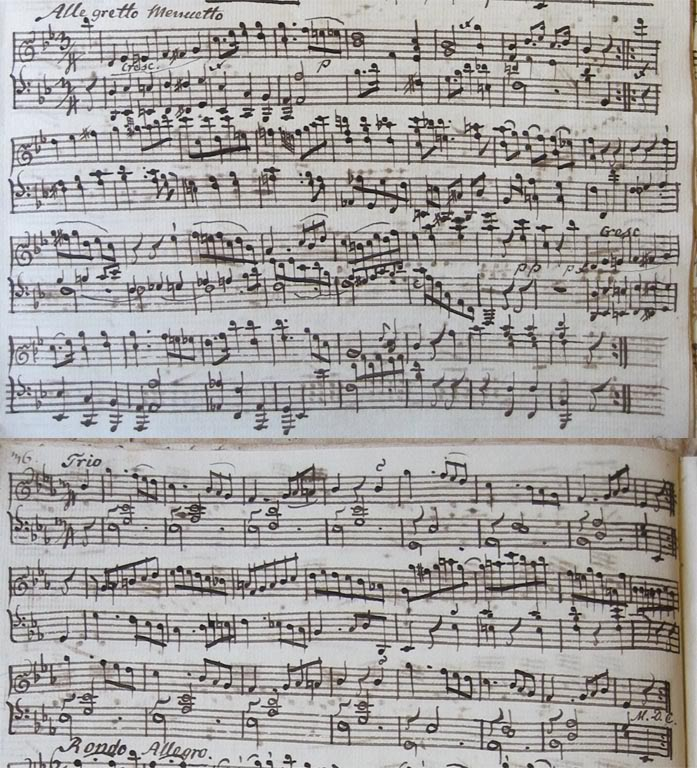
Manuscrito del tercer movimiento

La Sonata para piano en si bemol mayor, K. 498a (Anh. 136), es una sonata atribuida, entre otros compositores, a Wolfgang Amadeus Mozart.

## Controversia sobre la autoría de la obra

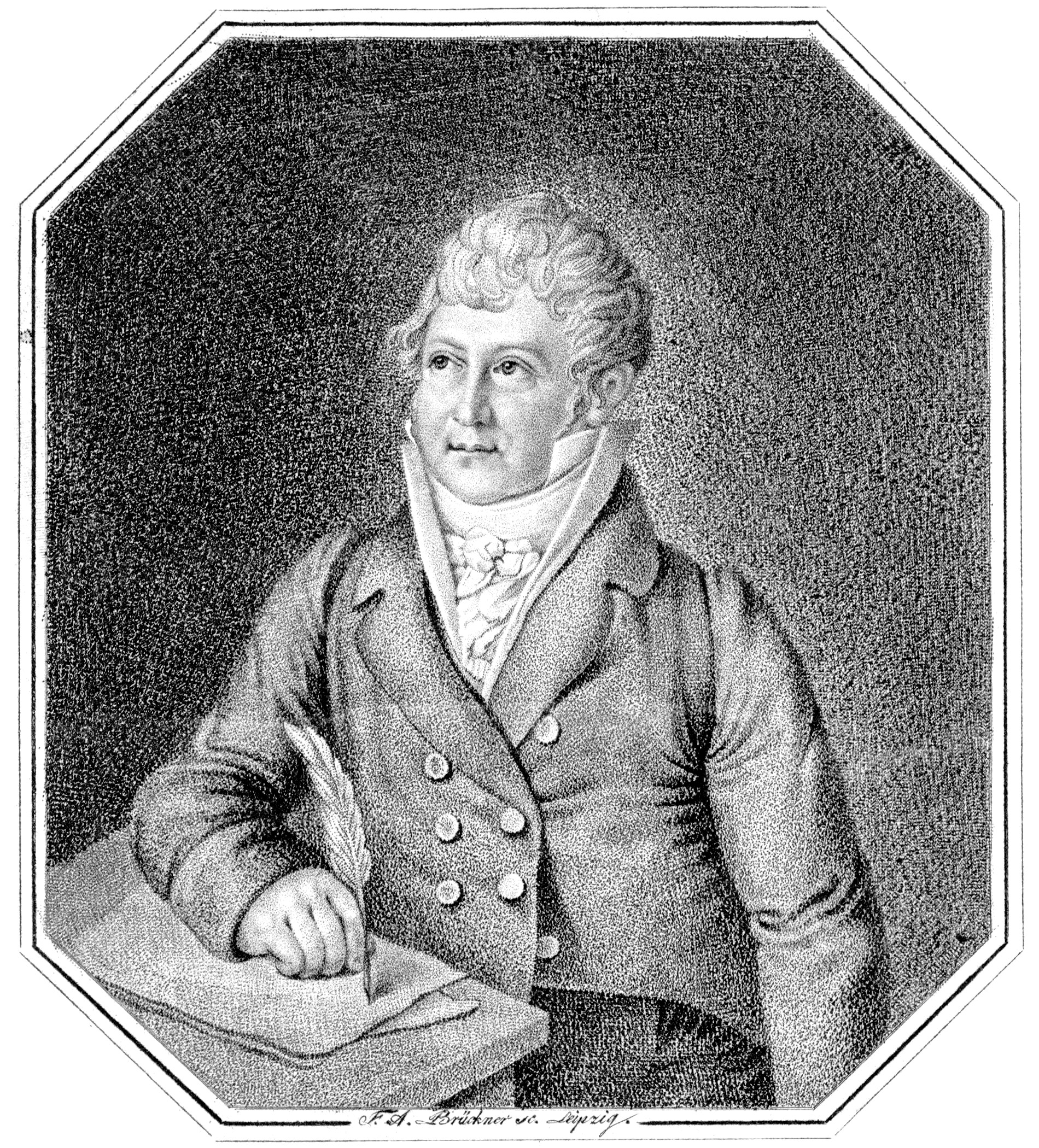
August Eberhard Müller, cantor de la iglesia de Santo Tomás de Leipzig, a quien algunos editores atribuyeron la sonata.

Fue publicada por primera vez en 1798 por P. J. Thonus en Leipzig a favor de Breitkopf & Härtel y atribuida a Wolfgang Amadeus Mozart; sin embargo, una edición publicada en torno al año 1805 ya la señalaba como opus 26 del cantor de Santo Tomás de Leipzig August Eberhard Müller (1767–1817). En la actualidad, la controversia sobre su autoría no se ha zanjado y algunas publicaciones aún atribuyen la obra a Mozart, a menudo como Sonata para piano n.º 20.
Por su parte, Alfred Einstein, musicólogo y especialista en Mozart, sugirió que el Menuetto de esta obra podría ser una fragmento para piano del «movimiento perdido» del Eine kleine Nachtmusik (KV 525) que Mozart compuso en 1787.

## Estructura
La obra consta de cuatro movimientos:
1. Allegro (en si bemol mayor, compás de compasillo, 132 compases)
2. Andante (en mi bemol mayor, compás de 3/8, 67 compases)
3. Menuetto
Allegro (en si bemol mayor, compás de 3/4, 35 compases)
Trio (en mi bemol mayor), compás de 3/4, 24 compases)
4. Rondó – Allegro (si bemol mayor/si mayor/sol mayor/si bemol mayor, compás de 6/8, 235 compases)

Su interpretación suele durar unos veinte minutos.